# Wings 3D
Pour les articles homonymes, voir Wings.
Wings 3D est un logiciel libre de modélisation polygonale en trois dimensions par surface de subdivision. Il s'inspire des logiciels Nendo et Mirai de Izware. Wings 3D est disponible sous de nombreuses plates-formes, y compris GNU/Linux, Mac OS X et Windows. Il est écrit dans le langage de programmation Erlang et utilise une console virtuelle.
Il est conçu pour la modélisation et le texturage de modèles 3D, grâce à son interface relativement simple d'utilisation. À l'heure actuelle, le logiciel ne permet pas de faire des animations. Il dispose d'un moteur de rendu OpenGL et il est capable d'exporter les modèles dans de nombreux formats comme 3D Studio (3DS), Wavefront (OBJ), Nendo (NDO), VRML (WRL), Renderware (RWX), FBX (sur Windows et Mac OS X), Yafray et Toxic et il peut être directement importé par Blender. Il peut importer le format 3D Studio (3DS), Nendo (NDO), Wavefront (OBJ), FBX (sur Windows et Mac OS X) et Adobe Illustrator 8 (AI). De plus, son système de plugin rend possible l'extension des capacités du logiciel : il est par exemple possible d'utiliser un moteur de rendu par lancer de rayon externe tel que Yafray ou PovRay.
Wings 3D est disponible en français et dispose de tutoriels et d'une interface très légère qui permettent d'en assimiler les bases rapidement.